# Люблинский департамент
Люблинский департамент (пол. Departament lubelski) — департамент Варшавского герцогства со столицей в Люблине, существовавший с 1810 по 1815 год. Учреждён королевским указом от 24 февраля 1810 г. из частей Новой Галиции и Замойского округа Восточной Галиции, присоединенных к Варшавскому герцогству после войны с Австрией.. 17 апреля 1810 г. было разделено на поветы и гмины. В 1815 году был преобразован в Люблинское воеводство Царства Польского.

## Административное деление
Депаратмент был разделён на 10 поветов:
- Замойский
- Казимеж-Дольный
- Красницкий
- Красноставский
- Любартувский
- Люблинский
- Тарногрудский
- Томашувский
- Хелмский
- Хрубешувский